# 大塔村 (和歌山県)
大塔村（おおとうむら）は、かつて和歌山県西牟婁郡にあった村。
2005年（平成17年）5月1日に田辺市・龍神村・中辺路町・本宮町との新設合併により、現在は田辺市大塔地区となっている。富田川流域の鮎川から日置川上流域の山間部を含む地域で、中辺路町、古座川町などと面していた。大塔山系の約半分がこの地域に含まれるが、過疎化などにより人口が減少しつつあった。
村名の由来は、後醍醐天皇の皇子大塔宮護良親王が、都から落ちのびる際立ち寄ったという故事からである。また、この故事に由来する御節料理「ぼうり」がある。

## 地理
和歌山県の南に位置し、紀伊山地の中にある。そのため高く険しい地形で平地が少ない。
- 山：大塔山 (1121.8m)、法師山、百間山
- 河川：富田川、鮎川、日置川
- 沼湖：合川貯水池 （殿山ダム:地元では合川（ごうがわ）ダムと呼ばれている）

### 隣接していた自治体
- 和歌山県
  - 西牟婁郡 上富田町、中辺路町、日置川町
  - 東牟婁郡 古座川町、本宮町

## 歴史
- 1956年（昭和31年）9月30日 - 三川村および富里村の一部（平瀬・和田・下川上・下川下）・鮎川村の一部（1 - 390番地の一部）が合併して発足。
- 2005年（平成17年）5月1日 - 田辺市・中辺路町・日高郡龍神村・東牟婁郡本宮町と合併し、改めて田辺市が発足。同日大塔村廃止。

## 教育

### 小学校
- 大塔村立鮎川小学校（現・田辺市立鮎川小学校）
- 大塔村立三川小学校（田辺市立三川小学校と改称後、2015年、田辺市立鮎川小学校に統合）
- 大塔村立富里小学校（田辺市立富里小学校と改称後、2018年、田辺市立鮎川小学校に統合）[1]

### 中学校
- 大塔村立大塔中学校（現・田辺市立大塔中学校）

1993年（平成5年）4月1日に鮎川中学校・三川中学校・富里中学校を統合し、村内で唯一の中学校として開校

## 交通

### 鉄道
村内に鉄道路線はなかった。最寄りの駅は上富田町にある紀勢本線朝来駅。

### 道路
- 一般道路
  - 国道311号
  - 国道371号
- 県道
  - 和歌山県道37号日置川大塔線
  - 和歌山県道217号近露平瀬線
  - 和歌山県道219号下川上牟婁線
  - 和歌山県道221号市鹿野鮎川線
- 道の駅
  - 道の駅ふるさとセンター大塔

## 観光地
- 大塔青少年旅行村
- 熊野古道中辺路
- 百間山渓谷、百間山渓谷かもしか牧場